# Christian Schliemann
Christian Schliemann (* 4. Juli 1962 in Leverkusen) ist ein ehemaliger deutscher Hockeytorwart, er gewann 1988 mit der deutschen Hockeynationalmannschaft die olympische Silbermedaille.
Christian Schliemann spielte beim RTHC Bayer Leverkusen. 1981 gewann er die Junioreneuropameisterschaft, 1982 siegte er mit der deutschen Mannschaft bei der Juniorenweltmeisterschaft in Kuala Lumpur. Ebenfalls 1982 debütierte Schliemann in der A-Nationalmannschaft. 1983 gehörte Schliemann zum deutschen Aufgebot bei der Europameisterschaft in Amstelveen, wo die deutsche Mannschaft Bronze gewann. 1984 stand Schliemann im Tor der Mannschaft, die bei der Halleneuropameisterschaft den Titel holte. Nach Bronze bei der Weltmeisterschaft 1986 in London und bei der Europameisterschaft 1987 in Moskau siegte die deutsche Mannschaft mit Schliemann 1988 erneut bei der Halleneuropameisterschaft. Bei den Olympischen Spielen 1988 in Seoul wirkte Schliemann in zwei Spielen mit und stand ansonsten als Ersatzmann für Tobias Frank bereit. Bei der Weltmeisterschaft 1990 in Lahore belegte Schliemann mit der Nationalmannschaft den vierten Platz. Insgesamt wirkte Schliemann von 1982 bis 1991 in 112 Länderspielen mit, davon 34 in der Halle.
Für den Gewinn der Silbermedaille bei den Olympischen Sommerspielen 1988 wurden er und die deutsche Hockeyolympiamannschaft mit dem Silbernen Lorbeerblatt ausgezeichnet.
Nach seiner Karriere arbeitete Schliemann als Einkäufer bei der Bayer AG.